# Orientation sexuelle égodystonique
 Mise en garde médicale
L’orientation sexuelle égodystonique est une ancienne catégorie diagnostique qui était employée pour caractériser une perception de l'orientation sexuelle vécue comme  l'expérience d'une attirance étrange ne correspondant pas à l'image de soi idéalisée, causant une anxiété et un désir pour l'individu de changer ou modifier son orientation sexuelle. 

## Historique
L'homosexualité égodystonique a été introduite comme diagnostic de santé mentale en 1980 avec la publication du DSM-III. Elle a été supprimée du DSM-III-R en 1987. L'orientation sexuelle ego-dystonique a été introduite dans la CIM-10 en 1990, et a été supprimée de la CIM-11 en 2019. 
L'Organisation mondiale de la santé listait l'orientation sexuelle égodystonique dans le CIM-10, en tant que trouble du développement sexuel et de l'orientation sexuelle. Le diagnostic de l'OMS pouvait être attribué à un patient à l'identité ou l'orientation sexuelle clairement déterminée, mais souffrant d'un trouble psychologique ou comportemental qui le pousse à vouloir changer son orientation sexuelle. Le manuel spécifiait cependant que l'orientation sexuelle n'est pas un trouble en elle-même.
La catégorie diagnostique d'« homosexualité égodystonique » a été retirée du DSM, publié par l'Association américaine de psychiatrie, en 1987 (avec la publication du DSM-III-R).

## Diagnostic
Lorsque l'Organisation mondiale de la santé retire l'homosexualité en tant que trouble mental dans la CIM-10, elle inclut le diagnostic orientation sexuelle égodystonique sous « Problèmes psychologiques et comportementaux associés au développement sexuel et à l'orientation sexuelle ».
« L'identité de genre ou l'orientation sexuelle n'est pas remise en doute, mais la personne souhaite qu'elle soit différente à cause de troubles psychologiques ou comportementaux associés, et elle peut éventuellement demander un traitement afin d'en changer. »